# Friends and Dream
「Friends and Dream」（フレンズ アンド ドリーム）は、チェッカーズの21枚目のシングル。1989年12月6日発売。発売元はポニーキャニオン。

## 解説
アナログ盤が発売されたシングルは、本作が最後となった。
男同士の友情を歌った楽曲で、リリース当時に藤井郁弥（現藤井フミヤ）は「卒業シーズンにも是非聴いてほしい」と語っていた。元は前年にチェッカーズ内での存在意義に悩み自ら脱退を進言した高杢禎彦を引き止めるためにフミヤが作詞したものだった。なお、チェッカーズ解散後のフミヤはこの曲を聴くと、2004年8月に40歳で死去したドラム担当の「クロベエ」こと徳永善也を思い出すという。
チェッカーズのシングル曲では、唯一間奏部分でボーカル・藤井郁弥のセリフが入っている。
同曲で1989年大晦日のNHK『第40回NHK紅白歌合戦』に6年連続6回目の出場を果たした。
チェッカーズのシングル曲では、1987年7月発売の「WANDERER」を最後に、1992年12月の解散までオリコンチャートおよびTBS『ザ・ベストテン』1位返り咲きは一度も果たせなかった（『ザ・ベストテン』は1989年9月で放映終了）が、日本テレビ『歌のトップテン』では1989年12月に本作で1位を獲得している。

## 収録曲
1. Friends and Dream
  - 作詞：藤井郁弥 / 作曲：鶴久政治 / 編曲：THE CHECKERS FAM.
2. ONCE UPON A TIME （Instrumental）
  - 作曲：大土井裕二 / 編曲：THE CHECKERS FAM.